# Slite
Slite is een havenplaatsje met 1598 inwoners (31-12-2005) en een oppervlakte van 252 hectare aan de Oostkant van het Zweedse eiland Gotland in de Oostzee. Economisch is het van belang vanwege de moderne cementfabriek 'Cementa', een dochterbedrijf van het Duitse HeidelbergCement. Ook het toerisme is van belang. Midden in het dorp bevindt zich een zandstrand en om Slite heen ligt de enige scherenkust van Gotland.
Reeds in de Middeleeuwen was het een belangrijke haven, hoewel het niet een zelfstandige parochie was. Het valt historisch onder het nabijgelegen Othem. Toch werd Slite in het midden van de vorige eeuw zo belangrijk dat werd besloten een kerk te bouwen. Deze kerk, een ontwerp van de Deense architect Holger Jensen werd in 1960 ingewijd.
Pal ten zuidwesten van Slite ligt een meer met de merkwaardige naam Bogeviken. Dit meer was ooit een baai (Vik), maar door de langzame stijging van de Scandinavische landmassa sinds het wegsmelten van het landijs na de laatste ijstijd is het een meer geworden. Boge is de naam van de parochie ten zuidwesten van dit meer. Het meer zelf is een natuurgebied en vormt een rustplaats voor vele vogelsoorten.

## Verkeer en vervoer
Bij de plaats loopt de Länsväg 147.

## Foto's

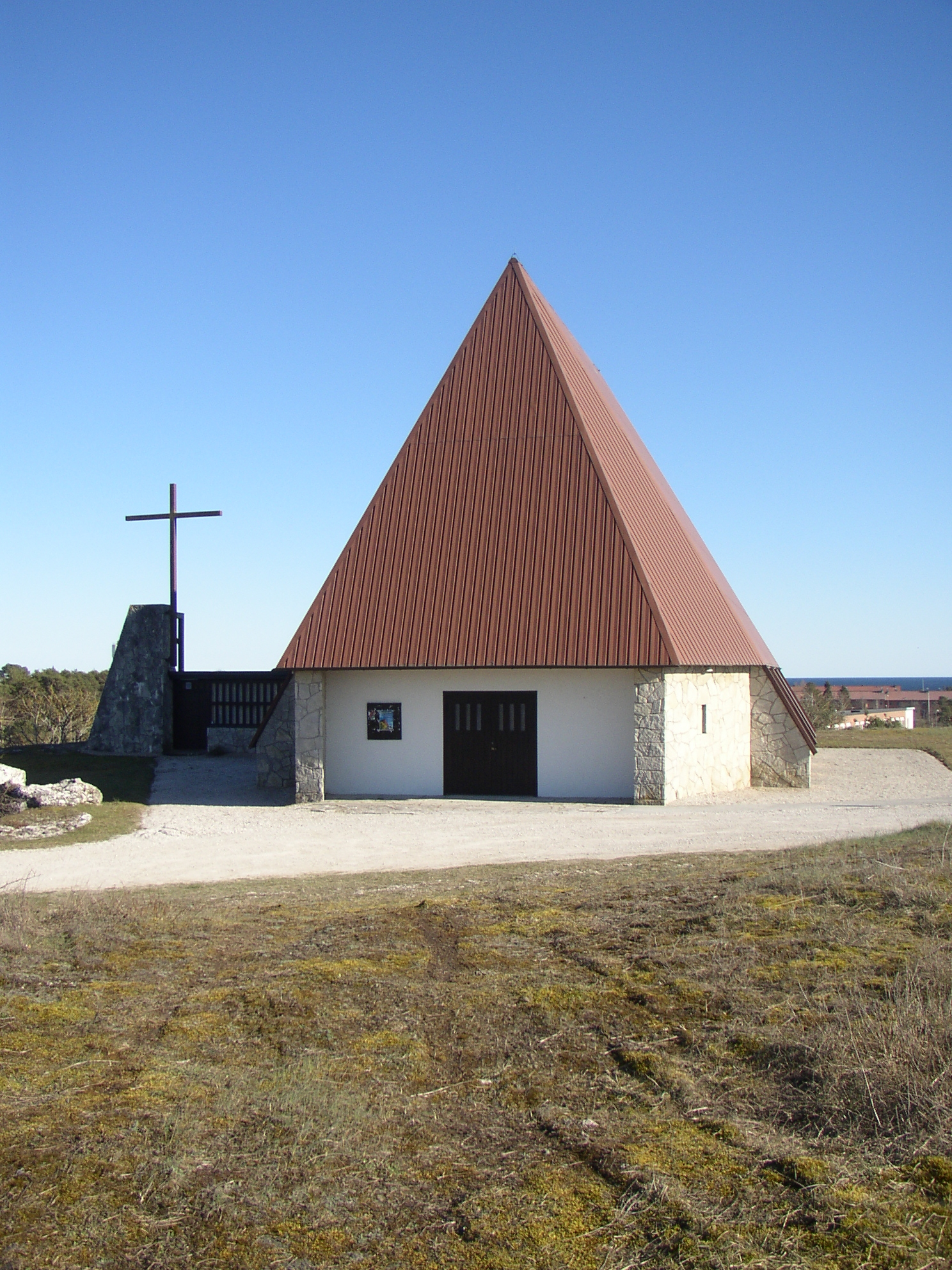
Kerk van Slite
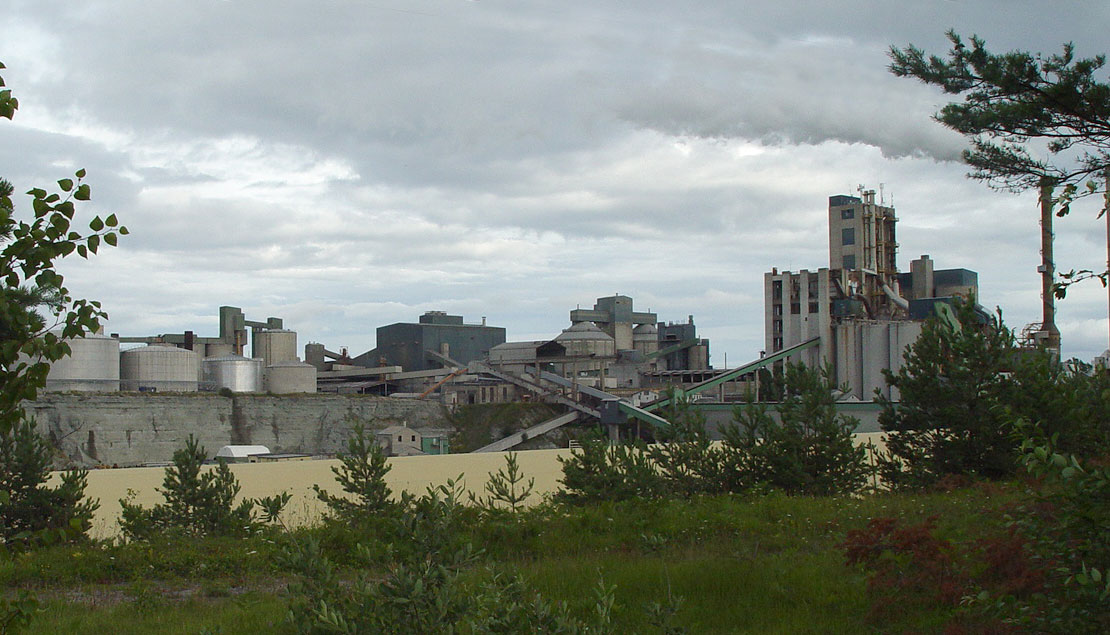
Cementfabriek van Slite